# Haltern 70
Haltern 70 são um dos tipos mais comuns de ânforas encontradas no  litoral do noroeste da Península Ibérica.

## Características
Foram assim designadas por terem sido referenciadas pela primeira vez nos níveis augusteos (da época de Augusto) daquela estação, é na verdade uma ânfora vinária originária da Bética  e muito comum na Lusitânia. Incluída do grupo 7-11 de Dressel, constitui na verdade uma forma distinta dentro dele, tendo sido bem diferenciada na sequência dos estudos feitos a partir do naufrágio do Port Vendres II. O termo Haltern 70 corresponde ao número setenta de um conjunto de peças cerâmicas descobertas até 1908, pelo arqueólogo alemão Siegrfried Loeschcke no Norte da Alemanha.
De acordo com diversos tituli picti encontrados em peças desta forma, documentam-se que não só transportariam vinho, mas também outros produtos; defrutum , sapa (xaropes de vinho), mulsum (vinho cozido), olivae ex defruto (azeitonas em conserva)  e muria (preparado de peixe). Sua capacidade ronda os 30l.

## Descrição
Tipologicamente, o bordo das primeiras formas caracterizam-se por possuir uma gola alta, recta e aberta, de secção rectangular, ligeiramente comprimida no interior e com o lábio ligeiramente apontado, arredondado na extremidade e na extremidade inferior perfeitamente diferenciado do colo através de um ressalto, com uma ténue linha côncava no interior do contacto. Pertencem estas peças à época de Augusto, anteriores à mudança da Era. As asas são geralmente de secção elíptica e apresentam uma canelura longitudinal bem vincada. Nascem sempre sob o bordo, descendo em curva suavemente até ao ombro onde apresentam uma depressão para o apoio do dedo. O corpo é cilíndrico, muito semelhante a alguns fabricos da Dres. 20, o que dificulta a sua identificação em fragmentos muito pequenos. O fundo é em bico, maciço, preenchido no interior por um recheio característico em forma de calote. Normalmente possuem um engobe fino, da cor da pasta ou mais bege.
Nas formas de época tardo-tiberiana observa-se um bordo mais alto, com o quase desaparecimento da gola do bordo. Contudo há um ligeiro espessamento da parede da parte superior. Para esta variante, enquadramo-la em meados do século I d.C.  (43 - 60/61 d.C.) , podendo chegar aos Flávios.

## Cronologia
Cronologicamente, o exemplar mais antigo desta forma de ânfora até ao presente identificada, encontrada no naufrágio de “La Madrague de Giens”, datado de 70-50 a.C., faz recuar o início da sua exportação aos meados do século I a.C.
Esta forma perdurou até aos Flávios (70-80 d.C.), de acordo com o naufrágio de Cala Culip IV ocorrido em época de Vespasiano e em diversos sítios arqueológicos dessa mesma altura . A forma Verulâmio 1908 pode retratar uma fase muito tardia da produção deste tipo de ânfora fazendo-a avançar a sua produção residual até ao fim do século II d.C.

## Difusão
Esta forma surge na zona do vale do Guadalquivir onde já foram encontrados fornos . Raramente são encontradas marcas. Ainda está testemunhada na baía de Cádiz, em fornos do centro oleiro de Puente Melchor (Puerta Real).
Esta ânfora apresenta uma difusão bastante ampla em todo o território imperial, desde as penínsulas Itálica e Hispânica, passando pelo norte de África, Gália, e chegando mesmo à Bretanha.
No território português também está bem documentada, em Almodôvar, Alcácer do Sal, no rio Sado, Sintra, Santarém e Conímbriga, e aparece nos castros de Fiães e de Romariz, ambos em Vila da Feira. No norte de Portugal está bem representada, com cerca de 80% do conjunto de ânforas até hoje encontradas no noroeste, abarcando estações localizadas principalmente no litoral e ao longo das principais artérias fluviais, no interior.
Raros são os povoados castrejos do noroeste peninsular que sobreviveram ao câmbio da Era que não mostrem exemplares da Halt. 70. A sua difusão ao longo da costa mostra a importância e o incremento da navegação costeira e atlântica, chegando a invadir áreas do interior, facilitadas pela navegação dos rios onde chegaram a sítios bem distantes da costa. Outro factor condicionante para esta expansão foi o crescente aumento de segurança das vias terrestres, aliado ao aumento das carreiras comerciais, que ligavam o litoral às principais cidades do interior. A título exemplificativo, podemos dizer que foram exumados fragmentos desta forma no Castro do Coto da Pena (Caminha) , Castro de Baiza (castro do Guedes ou de Baiza), Castro da Senhora da Saúde ou do Monte Murado (ambos em Vila Nova de Gaia) , Castro do Senhor dos Desamparados (Palmeira de Faro, Esposende) , Castro de São Lourenço (Vila-Chã, Esposende: 41 NMI), Castro de Sto. Ovídeo (Fafe) , Castro de Sto. Estêvão da Facha e Sto. Ovídeo (ambos em Ponte de Lima), S. Julião (Vila Verde) , Castro do Barbudo (Vila Verde) , Castro do Santinho/Roques (Barcelos) , Monte Padrão (Santo Tirso), Monte Mozinho (Penafiel) , nas cividades de Terroso (Póvoa do Varzim) , Briteiros (Guimarães) , Âncora (Caminha) , e nas citânias de St.ª Luzia (Viana do Castelo: 22 NMI) , Oliveira/Roriz (Barcelos) , Citânia de Sanfins (Paços de Ferreira). Também presente está na villa romana de Lobelhe (Vila Nova de Cerveira: 41NMI), Castelo de Faria (Barcelos, Castelo de Gaia (Vila Nova de Gaia) e em Bracara Augusta (Braga: 932NMI). Até a data, o Castro do Vieito (Viana do Castelo) é a jazida arqueológica de todo o império romano onde este tipo de ânfora está melhor representada (2775 NMI). À semelhança do castro de Santa Tecla (A Guarda na Galiza, em Espanha) e do Castro de São Lourenço- Vila Chã, no castro do Vieito (Viana do Castelo)também foi identificada a marca de oleiro "L.H. ...".
Na área galega, dentro da bibliografia consultada para o efeito encontramos esta forma também disseminada por uma série de castros do litoral, nomeadamente Santa Tecla (519 NMI), Troña e Vigo (951 NMI) , entre muitos outros que supostamente possam ter estes recipientes.